# Bnei Netzarim
Bnei Netzarim (hébreu : בְּנֵי נְצָרִים, litt. « Fils de Netzarim ») est un moshav situé dans le sud de la zone Hevel Shalom (en), dans l'ouest du Néguev en Israël. Il est rattaché administrativement au conseil régional d'Eshkol.
Il est fondé par des colons israéliens évacués dans le cadre du plan de désengagement unilatéral en 2005, notamment ceux de l'ancienne colonie de Netzarim située dans la bande de Gaza. Certains résidents de Netzarim ont été relogés à Yevul et ont fondé un nouveau village dans la région.
Les premières constructions de maisons débutent en 2008 à Bnei Netzarim, mais le moshav n'est fondé et reconnu officiellement qu'en 2010. Il compte 671 habitants en 2017.